# ياسمين هاربر
ياسمين إيزيس هاربر (من مواليد 28 يوليو 2000) هي لاعبة غطس بريطانية فازت بميدالية برونزية في حدث القفز المتزامن 3 أمتار في دورة الألعاب الأولمبية الصيفية 2024 في باريس، فرنسا، فازت بالميدالية الفضية في بطولة العالم للألعاب المائية 2023، حيث غطست مع سكارليت ميو جنسين في حدث القفز المتزامن على ارتفاع 3 متر. وقد ضمنت هذه المشاركة في دورة الألعاب الأولمبية الصيفية 2024 في باريس. كانت واحدة من أوائل الرياضيات البريطانيات في الألعاب الأولمبية اللاتي بدأن منافساتهن في 27 يوليو 2024، وفازت لاحقًا بالميدالية البرونزية مع سكارليت ميو جنسين. كانت هذه البرونزية هي الميدالية الأولى لبريطانيا العظمى في الغطس للسيدات منذ 64 عامًا. في وقت لاحق من الألعاب، احتلت هاربر المركز الخامس في القفز الفردي على ارتفاع 3 متر.